# 新西伯利亚岛

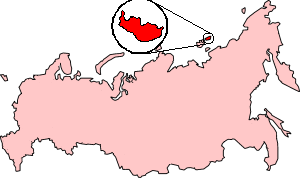
新西伯利亚岛位置

新西伯利亚岛（俄语：Но́вая Сиби́рь），俄罗斯安茹群岛中的一个岛屿。西与法捷耶夫岛隔布拉戈维申斯基海峡相望。面积约6200平方公里，居世界第102位。该岛为萨哈共和国的一部分。地势低平，最高点海拔76米。岛上居民极少。